# ألان كو
ألان كو (بالصينية: 柯有倫) هو مغني وكاتب أغاني وممثل تايواني، ولد في 22 يناير 1981 في تايوان.

## وصلات خارجية
- ألان كو على موقع IMDb (الإنجليزية)
- ألان كو على موقع ميوزك برينز (الإنجليزية)
- ألان كو على موقع أول موفي (الإنجليزية)
- ألان كو على موقع قاعدة بيانات الفيلم (الإنجليزية)